# 25 пунктов
Програ́мма «25 пу́нктов» НСДАП, национа́л-социалисти́ческая програ́мма (нем. 25 Punkte-Programm N.S.D.A.P.) — официальная программа НСДАП с 1 апреля 1920 года.
Программа, известная как «Двадцать пять пунктов», была принята в феврале 1920 года Немецкой рабочей партией (Deutsche Arbeiterpartei, DAP), предшественницей Национал-социалистической немецкой рабочей партии (НСДАП). Первоначально предполагалось, что это будет документ на короткий срок, но в мае 1925 года Адольф Гитлер, столкнувшись с внутрипартийными требованиями написать более подробный документ, объявил программу 1920 года «неизменной». Только семнадцатый пункт был «переинтерпретирован» в апреле 1928 года: первоначально партия требовала экспроприации всех земельных владений, но теперь эта предлагаемая мера относилась только к еврейским земельным владениям.

## История
Авторами программы стали Адольф Гитлер, Дитрих Эккарт, Альфред Розенберг и Готфрид Федер. Каждый из них внёс те пункты, которые представляли для него особый интерес. Гитлер, вероятно, сформулировал пункты, касающиеся внешней политики и деятельности правительства, Эккарт и Розенберг написали пункты на тему völkisch, Федер внёс экономические и финансовые требования. Исследователи спорят о том, насколько серьёзно авторы относились к программе как к набору руководящих принципов для будущего законодательства. Федер и Розенберг, вероятно, рассматривали «Двадцать пять пунктов» как элементарный проект будущего национал-социалистического общества, но для Гитлера эта расплывчатая и демагогическая программа была не более чем пропагандистским ходом.
После прихода к власти с одной стороны, режим реализовал большую часть националистических и антисемитских пунктов программы. Гитлер создал Великогерманский рейх, а Холокост вышел далеко за рамки дискриминационной политики, которую требовала программа 1920 года. С другой стороны, социальные и экономические требования были проигнорированы. Третий Рейх не отменил процентные платежи, трасты сохранились, и режим в целом благоприятствовал крупным предприятиям за счёт малого бизнеса.

## Содержание
«Двадцать пять пунктов» не были оригинальной или хорошо продуманной программой. Документ характеризовался как сборник «всего, что было предложено реакционным мышлением в XIX и XX веках». Пункты 3-6, 14, 16 и 23 были по сути скопированы из брошюры Генриха Класса «Если бы я был кайзером», написанной до Первой мировой войны. Многие пунктов программы были ориентированы на основную целевую аудиторию DAP в 1920 году: квалифицированных рабочих, ремесленников низшего среднего класса и государственных служащих.
Содержание документа можно разделить на три основные категории: националистические требования völkisch и антисемитские идеи, а также социальные и экономические требования. Наибольшее количество пунктов (тринадцать) касалось экономических и социальных вопросов. Как и программа Пангерманского союза перед Первой мировой войной, «Двадцать пять пунктов» настаивали на включении всех этнических немцев в Великий германский рейх (пункт 1) и необходимости большего Lebensraum (жизненного пространства). Второй и третий пункты составили диатриба против Версальского договора и требование возвращения немецких колоний.
Основная völkisch и антисемитских пунктов заключался в лишении немецких евреев их политических прав и устранении их «чрезмерной» власти из общественной жизни. В частности, евреи должны были быть лишены своего гражданства и рассматриваться как иностранцы, проживающие в стране (пункты 4 и 5). Вся ненемецкая иммиграция должна была быть прекращена, а евреи, переехавшие в Германию после начала Первой мировой войны, должны были быть депортированы (пункт 8). Требование, чтобы все редакторы газет, издаваемых в Германии, были представителями «немецкой расы», не стало неожиданностью; в антисемитских кругах существовал миф о том, что евреи контролируют прессу. Партия также поддерживала «позитивное христианство». Пункт 24 обещал уважать все религиозные конфессии, если их учения не оскорбляют моральные чувства «немецкой расы». Это требование служило для полного исключения еврейской религии.
Самый подробный раздел программы касался социальной и экономической политики. Программа должна была решить экономические проблемы Германии после Первой мировой войны. Национал-социализм стал сочетанием государственного вмешательства в экономику и льгот для низшего среднего класса. Программа требовала смертной казни для всех ростовщиков и спекулянтов (пункт 18), конфискации всех военных прибылей (пункт 12), национализации трестов (пункт 13) и льготного режима для малого бизнеса при заключении государственных контрактов (пункты 15 и 16). Готфрид Федер вставил свое универсальное решение всех экономических проблем в пункт 11: в будущем национал-социалистическом рейхе предполагалось отменить все процентные платежи. Требовалось увеличение пенсий по старости, если человек не владел малым бизнесом (пункт 15), а также разделение прибыли для работников крупных предприятий (пункт 14).
Самый длинный и подробный пункт (пункт 20) касался образования. Предполагается, что его написал сам Гитлер, и он отразил его отрицание традиционной австро-германской системы образования. Программа призывала государство в будущем сделать возможным для каждого одарённого ребенка доступ ко всем уровням образования. DAP также требовала реформы учебной программы, которая привила бы учащимся любовь и уважение к немецкому национальному государству.

## Текст программы
Текст программы гласил следующее:

Программа Немецкой Рабочей Партии является временной программой. После реализации настоящей программы, партийные руководители отказываются от попыток выдвижения новых программных целей только лишь для того, чтобы обеспечить дальнейшее существование партии посредством искусственного наращивания недовольства в народных массах.
1. Мы требуем объединения всех немцев в Великую Германию на основе права народов на самоопределение.
2. Мы требуем равноправия для немецкого народа наравне с другими нациями и отмены положений Версальского и Сен-Жерменского мирных договоров.
3. Мы требуем жизненного пространства: территорий и земель (колоний), необходимых для пропитания нашего народа и для расселения его избыточной части.
4. Гражданином Германии может быть только тот, кто принадлежит к немецкой нации, в чьих жилах течёт немецкая кровь, независимо от религиозной принадлежности. Таким образом, ни один еврей не может быть отнесён к немецкой нации, а также являться гражданином Германии.
5. Тот, кто не является гражданином Германии, может проживать в ней как гость, на правах иностранца. Каждый иностранец обязан соблюдать требования законодательства об иностранцах.
6. Право занимать должности, связанные законотворчеством, а также управлением государством, может принадлежать исключительно гражданам. Поэтому мы требуем, чтобы все должности в любой публичной организации, любого уровня — общегосударственные, областные или муниципальные — занимали только граждане государства. Мы боремся против разлагающей парламентской практики занятия должностей только в зависимости от партийной принадлежности без учёта характера и способностей.
7. Мы требуем, чтобы государство в первую очередь обязалось заботиться о трудоустройстве и жизни граждан Германии. Если невозможно прокормить всё население государства, то лица, принадлежащие к чужим нациям (не граждане государства), должны быть высланы из страны.
8. Вся дальнейшая иммиграция в Германию лиц ненемецкого происхождения должна быть приостановлена. Мы требуем, чтобы все лица ненемецкого происхождения, которые иммигрировали в Германию после 2 августа 1914 года, были выдворены из государства.
9. Все граждане государства должны обладать равными правами и обязанностями.
10. Первейшей обязанностью для каждого гражданина Германии является выполнение умственной или физической работы. Деятельность каждого отдельного гражданина не должна противоречить интересам общества в целом. Напротив, такая деятельность должна протекать в рамках общества и быть направленной на общую пользу. Поэтому мы требуем:
11. Уничтожения нетрудовых и лёгких доходов, а также сломления процентного рабства.
12. Ввиду огромных человеческих жертв и имущественных потерь, требуемых от нации при каждой войне, личное обогащение во время войны должно рассматриваться как преступление против нации. Таким образом, мы требуем полной конфискации всех прибылей, связанных с личным обогащением в военное время.
13. Мы требуем национализации всех (ранее) созданных акционерных предприятий (трестов).
14. Мы требуем участия рабочих и служащих в распределении прибыли крупных коммерческих предприятий.
15. Мы требуем разработки и создания по-настоящему достойного пенсионного обеспечения.
16. Мы требуем создания здорового среднего сословия и его сохранения, а также немедленного изъятия из частной собственности крупных магазинов и сдачи их внаём, по низким ценам, мелким производителям. Мы требуем ведения достаточно строгого учёта по поставкам товаров от мелких производителей, осуществляемых на основании государственных заказов, заказов общин и земель.
17. Мы требуем проведения земельной реформы, соответствующей потребностям и интересам нации, принятия закона о безвозмездной конфискации земли для общественных нужд. Аннулирования процентов по земельным закладным, запрещение спекуляций землёй.
18. Мы требуем безжалостной борьбы против тех, кто своей деятельностью вредит интересам общества. Мы требуем введения смертной казни для преступников, совершивших преступление против немецкого народа, ростовщиков, спекулянтов и др., вне зависимости от их религиозной или расовой принадлежности.
19. Мы требуем замены римского права, служащего интересам материалистического мирового порядка, немецким народным правом.
20. Чтобы обеспечить каждому способному и старательному немцу возможность получить высшее образование и занять руководящее положение, государство должно заботиться о всестороннем широком развитии всей нашей системы народного образования. Программы всех учебных заведений должны быть приведены в соответствие с требованиями практической жизни. С самого начала развития сознания ребёнка школа должна целенаправленно обучать его пониманию идей государственности. Мы требуем, чтобы особо талантливые дети бедных родителей, несмотря на их положение в обществе и род занятий, получали бы образование за счёт государства.
21. Государство должно направить все усилия на оздоровление нации: обеспечить защиту материнства и детства, запретить детский труд, улучшить физическое состояние населения путём законодательного введения общеобязательных тренировочных занятий и физических упражнений, поддержки клубов, занимающихся физическим развитием молодёжи.
22. Мы требуем ликвидации наёмного войска и создания народной армии.
23. Мы требуем открытой политической борьбы против заведомой политической лжи и её распространения в прессе. С целью создания немецкой прессы мы требуем, чтобы:
а) все сотрудники, редакторы и издатели немецких газет, печатающихся на немецком языке, были гражданами государства;
б) ненемецкие газеты должны получать специальное разрешение государства на издание. При этом они должны издаваться на ненемецком языке;
в) лицам ненемецкой национальности законодательно запрещается иметь любой финансовый интерес или влияние на немецкие газеты. В наказание за нарушения данного закона такая газета будет запрещена, а иностранцы немедленно депортированы. Газеты, приносящие вред интересам общества, должны быть запрещены. Мы требуем введения законодательной борьбы против литературных и культурных течений, оказывающих разлагающее влияние на наш народ, а также запрещения всех мероприятий, способствующих этому разложению.
24. Мы требуем свободы для всех религиозных вероисповеданий в государстве, до тех пор, пока они не представляют угрозы для него и не выступают против нравственных и моральных чувств германской расы. Партия, как таковая, стоит на позициях позитивного христианства, но при этом не связана убеждениями с какой-либо определённой конфессией. Она борется с еврейско-материалистическим духом внутри и вне нас и убеждена, что дальнейшее выздоровление нашего народного организма может быть достигнуто путём постоянного оздоровления внутри себя. Последнее возможно осуществить, реализуя принцип приоритета общественных интересов над своими личными.
25. Для осуществления всего перечисленного мы требуем:
Создания сильной централизованной власти государства.
Непререкаемый авторитет центрального политического парламента на территории всего государства, а также во всех его организациях.
Создание сословных и профессиональных палат для осуществления принятых государством законов во всех федеральных землях.
Лидеры партии берут на себя обязательства по обеспечению выполнения вышеуказанных пунктов любой ценой, а в случае необходимости, даже жертвуя собственными жизнями.

## Критика
По мнению немецкого журналиста Конрада Гейдена, автора книги «История национал-социализма» (1932) и первой биографии Гитлера (1936), программа «25 пунктов» ни по структуре, ни по содержанию не могла считаться программой политической партии, тем более «незыблемой». Как утверждает Гейден в своей книге «История германского фашизма» (русский вариант названия книги 1932 года, издан в СССР в 1935-м), «25 пунктов» представляют собой набор спекулятивных, малоконкретных и даже отчасти противоречащих друг другу требований.